# Compton—Stanstead
Circonscription électorale fédéral du Canada
Compton—Stanstead est une circonscription électorale fédérale canadienne située au Québec.

## Description
La circonscription est située principalement au sud-est de la ville de Sherbrooke au Québec et se trouve dans la région administrative de l'Estrie.  Elle longe la frontière américaine au sud, longe à l'est le comté de Mégantic—L'Érable, est bordée au nord par Richmond—Arthabaska jusqu'à la circonscription de Brome—Missisquoi à l'ouest.  La circonscription de Sherbrooke est entièrement enclavée dans Compton—Stanstead.
Compton—Stanstead est constituée des municipalités régionales de comté de Coaticook et du Haut-Saint-François, ainsi que de la moitié est de Memphrémagog, de la municipalité de Stoke dans Val-Saint-François et des arrondissements Brompton, Lennoxville et Rock Forest–Saint-Élie–Deauville de la ville de Sherbrooke.
Elle comprend notamment les villes de Coaticook, North Hatley, Stanstead, Compton, Waterville, Cookshire-Eaton, East Angus, Scotstown et Ayer's Cliff, les municipalités de Sainte-Catherine-de-Hatley, Hatley, Ogden, Stanstead-Est, Barnston-Ouest, Dixville, Saint-Herménégilde, East Hereford, Saint-Venant-de-Paquette, Saint-Malo, Saint-Isidore-de-Clifton, Sainte-Edwidge-de-Clifton, Ascot Corner, Stoke, Dudswell, Westbury, Newport, Weedon, Bury, Chartierville, La Patrie, Hampden, Lingwick ainsi que les municipalités de canton de Stanstead et Hatley.

## Histoire
La circonscription de Compton—Stanstead fut créée en 1996 à partir des circonscriptions de Richmond—Wolfe et de Compton. Les limites actuelles n'ont pas été modifiées entre 2003 et 2013. Lors du redécoupage électoral de 2013, seule la frontière entre Compton—Stanstead et Sherbrooke a été modifiée, la première s'agrandissant de l'arrondissement Brompton de Sherbrooke, mais perdant au profit de Sherbrooke quelques secteurs du sud de la ville.

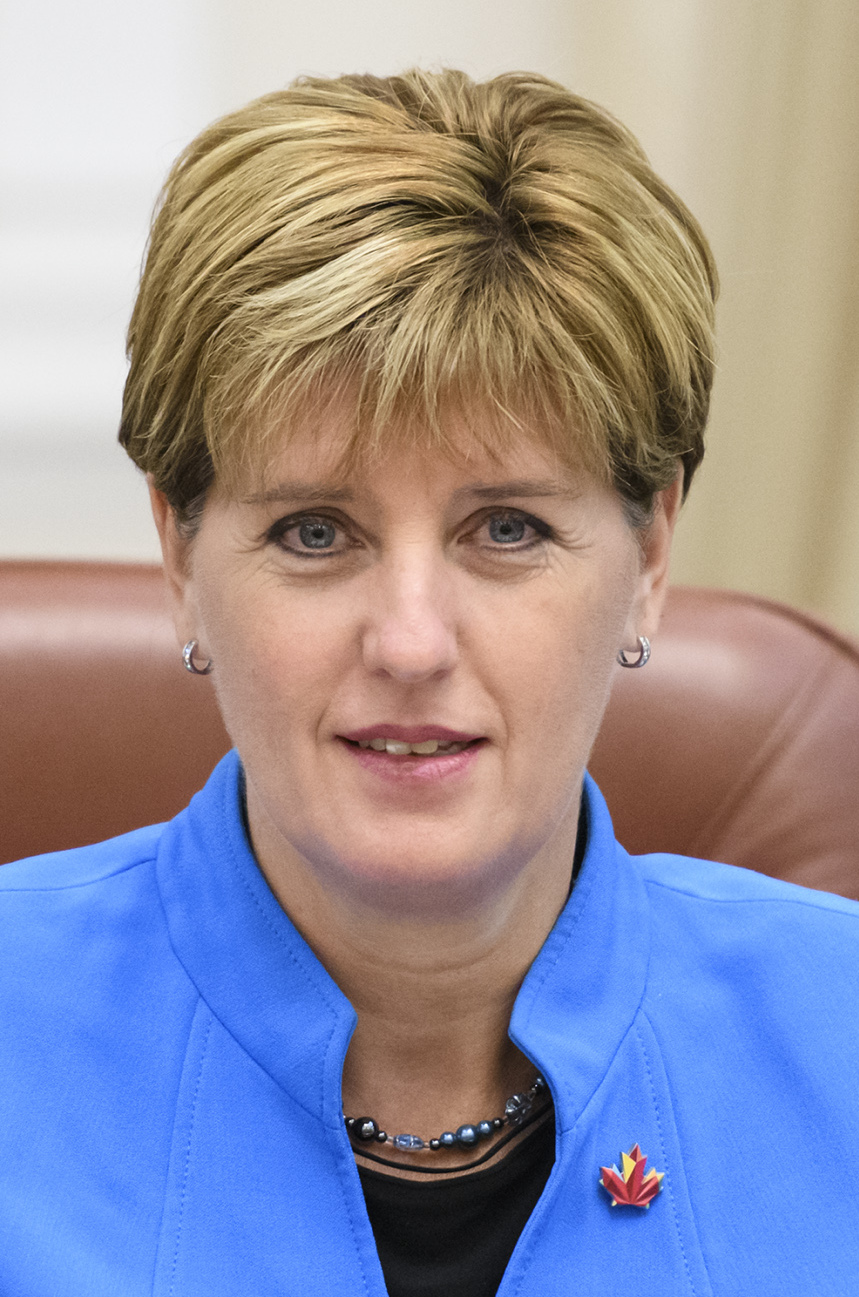
Marie-Claude Bibeau est députée de Compton-Stanstead de 2015 à 2025

## Députés
| Législature                                                                | Années        | Député              | Parti | Parti                     |
| -------------------------------------------------------------------------- | ------------- | ------------------- | ----- | ------------------------- |
| Compton—Stanstead issue de Richmond—Wolfe et de Mégantic—Compton—Stanstead |               |                     |       |                           |
| 36e                                                                        | 1997–2000     | David Price         |       | Progressiste-conservateur |
| 37e                                                                        | 2000–2004     | David Price         |       | Libéral                   |
| 38e                                                                        | 2004–2006     | France Bonsant      |       | Bloc québécois            |
| 39e                                                                        | 2006–2008     | France Bonsant      |       | Bloc québécois            |
| 40e                                                                        | 2008–2011     | France Bonsant      |       | Bloc québécois            |
| 41e                                                                        | 2011–2015     | Jean Rousseau       |       | Néo-démocrate             |
| 42e                                                                        | 2015–2019     | Marie-Claude Bibeau |       | Libéral                   |
| 43e                                                                        | 2019–2021     | Marie-Claude Bibeau |       | Libéral                   |
| 44e                                                                        | 2021–2025     | Marie-Claude Bibeau |       | Libéral                   |
| 45e                                                                        | 2025–en cours | Marianne Dandurand  |       | Libéral                   |

## Résultats électoraux
Pour des raisons techniques, il est temporairement impossible d'afficher le graphique qui aurait dû être présenté ici.

|       | Candidat                   | Parti          | # de voix | % des voix |
|       | Sandrine Gressard Bélanger | Conservateur   | +05 982,  | 11,81 %    |
|       | France Bonsant (sortante)  | Bloc québécois | +13 179,  | 26,03 %    |
|       | William Hogg               | Libéral        | +06 132,  | 12,11 %    |
|       | Jean Rousseau              | NPD            | +24 097,  | 47,59 %    |
|       | Gary Caldwell              | Vert           | +01 241,  | 2,45 %     |
| Total | Total                      | Total          | 50 631    | 100 %      |

|       | Candidat                  | Parti          | # de voix | % des voix |
|       | Michel Gagné              | Conservateur   | +09 445,  | 19,44 %    |
|       | France Bonsant (sortante) | Bloc québécois | +20 332,  | 41,86 %    |
|       | William Hogg              | Libéral        | +10 946,  | 22,53 %    |
|       | Jean Rousseau             | NPD            | +05 483,  | 11,29 %    |
|       | Gary Caldwell             | Vert           | +02 368,  | 4,88 %     |
| Total | Total                     | Total          | 48 574    | 100 %      |